# Universidad de Las Palmas de Gran Canaria Club de Fútbol
L'Universidad de Las Palmas de Gran Canaria Club de Fútbol, chiamato comunemente Universidad Las Palmas, era una società calcistica con sede a Las Palmas, nella Isole Canarie, in Spagna. 
Al termine della stagione 2010-2011, la squadra venne retrocessa in Tercera División a causa di mancati pagamenti ai propri tesserati. Il 7 luglio 2011 il club venne dichiarato fallito a causa dell'ingente quantità di debiti accumulati

## Tornei nazionali
- 1ª División: 0 stagioni
- 2ª División: 1 stagioni
- 2ª División B: 12 stagioni
- 3ª División: 1 stagioni

## Stagioni
| Stagione | Categoria   | Posizione |
| -------- | ----------- | --------- |
| 1994/95  | 2ª Regional | 1°        |
| 1995/96  | 1ª Regional | 1°        |
| 1996/97  | Preferente  | 1°        |
| 1997/98  | 3ª          | 1°        |
| 1998/99  | 2ªB         | 2°        |
| 1999/00  | 2ªB         | 1°        |
| 2000/01  | 2ª          | 20°       |
| 2001/02  | 2ªB         | 4°        |
| 2002/03  | 2ªB         | 1°        |

| Stagione | Categoria | Posizione |
| -------- | --------- | --------- |
| 2003/04  | 2ªB       | 10°       |
| 2004/05  | 2ªB       | 2°        |
| 2005/06  | 2ªB       | 1°        |
| 2006/07  | 2ªB       | 4°        |
| 2007/08  | 2ªB       | 6°        |
| 2008/09  | 2ªB       | 12°       |
| 2009/10  | 2ªB       | 4°        |
| 2010/11  | 2ªB       | 5°        |

## Palmarès

### Competizioni nazionali
- Segunda División B: 3

1999-2000, 2002-2003, 2005-2006

### Competizioni regionali
- Insular Preferente de Las Palmas: 1

1996-1997

### Altri piazzamenti
- Segunda División B:

Secondo posto: 1998-1999 (gruppo I), 2004-2005 (gruppo I)

## Universidad de LPGC "B"
Esiste anche un club affiliato alla prima squadra, la Universidad de Las Palmas de Gran Canaria Club de Fútbol "B", fondato nel 1998, che nella stagione 2010-2011 gioca in Preferente.